# 微熱空間
『微熱空間』（びねつくうかん）は、蒼樹うめによる日本の漫画作品。年3回刊漫画雑誌『楽園』（白泉社）にて第14号（2016年4月）から連載開始された。

## あらすじ
両親の離婚により長い間父子家庭に育ってきた女子高生・中ノ瀬亜麻音は、父が再婚するという話を聞かせられる。また父の再婚相手に連れ子がいて弟ができることになると聞き、「小さくて可愛い弟」を想像して期待を膨らませる。
一方、その「弟」となる男子高校生・赤瀬川直耶も、姉ができると聞き、「大人っぽいお姉さん」を想像していた。
ところが実際には2人は、誕生日がたった3日違うだけで同い年の「姉弟」だった。そんな思い込みと現実のギャップなどにより、最初はギクシャクしていた2人。だが長い間片親で育ってきたという共通点もあるがゆえ、去って行ったが今は幸せそうにしている実母と再会してショックを受けた亜麻音を直耶が慰めたり、お互いの誕生日を過ごしたりするうちに、次第に距離を縮めていく。
その中で直耶は、両親のためにも自分は亜麻音の“家族”で“弟”でいるのが良いと考えていたが、次第に亜麻音をかわいいと思い異性として意識していくようになる。自分たちは「姉弟」だと直耶に念を押したはずの亜麻音が時に無意識に、あるいは意識して直耶に身体を寄せてくることなどがあるのも、直耶の感情を乱していた。
実は亜麻音も、「姉弟」として接するのが正しいと思いつつ、実際には直耶を見る気持ちは揺れていた。だが「家族の前ではちゃんと姉と弟する」と態度を“保留”にしつつも、男女としても直耶と近づいていく。
一方で、亜麻音の以前からの親友である九条郁乃は、亜麻音に対し秘かに親友以上の感情を抱いており、亜麻音と直耶の話を聞くうちに、心の中にほの暗いものを抱き始める。

## 登場人物

### 主要人物
赤瀬川 直耶（）
本作の主人公。基本的に本作は、この人物の視点を通して描かれている。身長172センチメートル、誕生日7月15日。共学の都立藤ヶ丘高校に通う高校2年生。16話で誕生日を迎え17歳になっている。
母（茅子）の再婚と、連れ子の姉ができるという話を聞いて「大人っぽいお姉さん」を勝手に想像していたが、同い年でかわいい女の子が「家族」になったことに戸惑い、亜麻音を避けていた時もあった。その後、亜麻音のことは姉らしくない子供っぽい面もあるが、「大事にしたい」という感情を抱いていることを稔に語っており、見ていて危なっかしいところがある亜麻音を守ろうなどと気を遣う姿を見せている。普段は亜麻音をあくまで「家族」と考え異性として意識してしまうのを押さえ込もうとしているが、時に無意識に、あるいは意識して亜麻音が直耶に身体を寄せてきたり頼ってきたりするため、感情を揺さぶられている。
自分を「お姉ちゃん」と呼ぶことを求める亜麻音に根負けした形で、普段は亜麻音のことを「姉ちゃん」と呼んでいる。時々「あんた」「お前」「亜麻音」という呼び方をすることがあるが、そのたびに訂正を要求されている。
人数合わせのため、友人の稔が作っている落語研究会（落研（））に籍を置いている。比較的料理が得意で、稔にも食べさせたことがあり、茅子不在の時には家の食事作りも担当している。
中ノ瀬 亜麻音（）
本作のヒロイン。身長155センチメートル、誕生日7月12日。お嬢様学校として知られ偏差値も高い、私立春日野女学院に通う高校2年生。13話で誕生日を迎え17歳になっている。
偏差値の高い学校に通っているだけあって学力は高いが、他人に教えるのは直耶のほうが上手いらしい。製菓部に所属しており菓子作りは得意だが、料理は苦手。時々メガネをかけている。
両親の離婚により、長い間父子家庭で育ってきた。父（章良）の再婚および、再婚相手に連れ子がいて弟ができるという話を聞くと「小さくて可愛い弟」を勝手に想像していたが、実際には自分よりも身長が高く、同い年である「弟」だった直耶との接し方に戸惑う。それでも自分が3日早く生まれている分「姉」であることを何かと主張し、直耶にも自分のことを「お姉ちゃん」と呼ぶことを要求している。
当初は直耶のことを「赤瀬川君」と呼んでいたが、その後「直（）くん」と呼ぶようになる。直耶はあくまで「弟」で「自分が保護者」と考えようとしているが、特に寝ぼけているときや体調が悪いとき、心理的に弱っているときなどは、子供っぽく直耶に頼るような様子を見せる。また直耶の男らしい態度などを見て照れることもある。だが通学などで家を出るとき、同じ家から直耶と同時に出るのを目撃されることを避けるため、時間差で出ることを要求している。また「お姉ちゃんの言うことには絶対従う」ことを直耶に求めているが、唐突に買い物に付き合わせるなど高圧的というよりマイペースに直耶を振り回すことが多い。
学校に遅刻しそうでも義母となった茅子が作った朝食を残さず食べようとしたり、母の日に贈り物をしようとしたり、母親とはぐれた迷子の子供に感情移入したりと、「母親」に対してこだわりがある様子をみせる。ただ色々あって茅子のことはまだ「お母さん」とは呼べていない。

### 主要人物の家族
中ノ瀬 章良（）
亜麻音の実父。離婚して長いが、仕事で知り合った茅子と再婚することを決めたことで、直耶の義父となる。以前から仕事で忙しくしていて亜麻音に寂しい想いをさせていたことを気にしており、現在も朝早く仕事に出て、帰りも遅い。
再婚の話を亜麻音に切り出すときは反対されるのではないかと恐れて、買い込んだケーキを亜麻音に与えてから話を始めるなど、かなり気を遣っていた。だが亜麻音があっさりと認めたことで拍子抜けしている。
亜麻音が実母と再会し、帰宅後に泣き出してしまったときは、「亜麻音が生まれてきてくれないと困るから」人生をやり直したとしても亜麻音の実母であるタカネと結婚すると、茅子が見ている前で亜麻音に言ったという。
直耶に対しては、「亜麻音の良い弟になってほしい」「（家族になったのが）直耶君で本当に良かった」という発言をしているが、直耶としては「異性として自分の娘（亜麻音）を見ないように」という言外の意味が含まれているのではないかと勘ぐっている。
収入は高いらしく、4LDK+Sの家を維持していたり、亜麻音に月5000円の小遣いを与えたりしている（直耶は月1500円）。
赤瀬川 茅子（）
直耶の実母で、亜麻音の義母となる。直耶の実の父親とは、直耶があまり覚えていないころに別れている。
亜麻音の父である章良と再婚したが、名字が変わることを嫌って入籍はしておらず、事実婚の状態。再婚後も仕事を続け、料理などの家事を行う兼業主婦となっている。何度か花の世話に失敗して駄目にしたことがあるなど、性格に雑なところがある模様。基本的にはマイペースでひょうひょうとしたところがあるが、本気で怒ると冷めきった感じになり、うつろな目で静かに喋るらしい。
タカネ
亜麻音の実母。名前の漢字は不明で、直耶の想像では「貴音」。また、亜麻音の父と離婚後に再婚し、新たな子供ができているらしい。
亜麻音の誕生日の前日、亜麻音を食事に誘っている。それまで亜麻音は、彼女が母親に向いていなかったと考えていた。だが現在の幸せそうなタカネを見て、両親が離婚したのは自分と父親のせいだったのではないかと考え、帰宅後亜麻音は泣き出してしまった。

### 主要人物の友人
九条 郁乃（）
亜麻音のクラスメイトで友人。亜麻音からは郁（いく）と呼ばれることもある。本人には明かしていないが、亜麻音に対して親友以上の恋愛感情を抱いており、また男嫌いで亜麻音に男が近づくことを嫌う。そのため直耶のことを警戒し、直耶を牽制するため彼の前で亜麻音の頬にキスして見せつけた。だが亜麻音にはじゃれ合いとしか受け取られず、郁乃本人もそのことを自覚して涙を浮かべている。また「亜麻音と直耶がつきあってはいけない理由」を色々と考えている。
稔と出会った後、彼を呼び出し直耶のことについて色々聞きだそうとした。だが稔のことを「亜麻音と直耶の様子を聞くのに都合の良い相手」としか見ておらず、そのことを稔に指摘されると素直に謝罪。その上で改めて、お互いの友人である亜麻音と直耶のことについて情報交換している。
岸田 稔（）
直耶のクラスメイトで友人。人数合わせのために直耶を誘って、2人だけの落語研究会（落研）を作っている。
お調子者のような雰囲気を漂わせていて、春日野女学院に通う女子に憧れを抱くなど女子のことどについて軽い言動を見せる。その一方で他人のことをよく見て考えていて、洞察力もあるが、必要以上に他人のことに踏み込もうとはしない。直耶と亜麻音の間の邪魔にならないよう気を遣うこともある。また、郁乃が直耶と亜麻音の接近を極度に警戒し、さらに郁乃が自分のことを「直耶の情報を得るための相手」としか考えずに近づいてきたときは、逆上されることを覚悟の上で、郁乃にきつい批判と忠告を行っている。
その批判を受け入れて郁乃が謝罪してきた後は、彼女の望みどおり、直耶と亜麻音の様子について連絡を取り合っている。

## 舞台
私立春日野女学院
亜麻音、郁乃が通う学校。付近で唯一のお嬢様学校として知られる、私立の女子高校。偏差値は高く、制服のデザインも内外から評判が高い。
都立藤ヶ丘高校
直耶、稔が通う学校。一般的な共学の公立高校。生徒2人から同好会を作れるようになっている。

## 書誌情報
- 蒼樹うめ『微熱空間』楽園コミックス〈白泉社〉、既刊4巻（2021年8月31日現在）
  1. 2016年5月3日発行（4月28日発売[36]）、ISBN 978-4-592-71099-8
  2. 2018年4月27日発売[37]、ISBN 978-4-592-71133-9
  3. 2019年12月26日発売[38]、ISBN 978-4-592-71160-5
  4. 2021年8月31日発売[39]、ISBN 978-4-592-71190-2
  5. 2023年8月31日発売[40]、ISBN 978-4-592-71226-8